# Alliopsis rectiforceps
Alliopsis rectiforceps este o specie de muște din genul Alliopsis, familia Anthomyiidae, descrisă de Fan și Wu în anul 1983. Conform Catalogue of Life specia Alliopsis rectiforceps nu are subspecii cunoscute.